# Helga (zangeres)
Helga, pseudoniem van Annie de Cocq-van Eeuwijk (Velddriel, 2 december 1948), is een Nederlandse zangeres. 
Tot 1971 was Helga achtergrondzangeres, maar in 1972 kreeg ze bekendheid met het nummer "Niemand heeft je ooit gezien', gecomponeerd door Kees Korbijn, dat in 1972 6 weken in de Top 40 stond met als hoogste plaats de 19e. Dit nummer ging over een nog niet geboren kind van een zwangere vrouw. Het nummer was niet origineel van Helga, maar van Kalinka, een Vlaamse zangeres. Later werd het ook nog gecoverd door Sieneke toen zij zwanger was. 
Een eerder nummer dat in de Top 40 stond was 'Vlammetjes' in 1971, eveneens van Kees Korbijn (in Vlaanderen uitgebracht door Guido Belcanto). 'Zijn naam was "Vlokkie"' haalde in 1971 alleen de tipparade.   